# قائمة كنائس يريفان
فيما يلي قائمة بالكنائس والكاتدرائيات الموجودة في العاصمة الأرمنية يريفان بالإضافة إلى أساليبها المعمارية.

## الكنائس المهدمة بالكامل

### الكنيسة الرسولية الأرمنية
| اسم                                | صورة | تكريس                     | هدم                     | موقع                                                                     | مهندس معماري | أسلوب                          |
| ---------------------------------- | ---- | ------------------------- | ----------------------- | ------------------------------------------------------------------------ | ------------ | ------------------------------ |
| كنيسة القديس بولس وبطرس            |      | القرن الخامس              | 1930                    | تم استبدالها بسينما موسكو في شارع أبوفيان، مقاطعة كينترون                |              | بازيليكا ذات صحن واحد بدون قبة |
| كنيسة السيدة العذراء مريم كاتوغيكي |      | القرن السابع              | 1936                    | تم استبدالها بمعهد اللغات في شارع أبوفيان، مقاطعة كينترون                |              | كنيسة ذات قبة وثلاثة صحون      |
| مصلى جثسيماني                      |      | تسعينيات القرن السابع عشر | عشرينيات القرن العشرين  | تم استبدالها بمسرح أوبرا يريفان في شارع تومانيان، مقاطعة كينترون         |              | بازيليكا ذات صحن واحد بدون قبة |
| مصلى ميلر                          |      | القرن التاسع عشر          | ثلاثينيات القرن العشرين | تم استبداله منتزه كوميتاس آند بانثيون في شارع أرشاكونياتس، منطقة شنغافيت |              | صليبي الشكل                    |
| كنيسة القديس غريغوريوس المنير      |      | 1900                      | 1949                    | تم استبدالها بمدرسة ييغيشي شارنتس شارع أميريان، مقاطعة كينترون           |              | صليبي الشكل                    |

### الروسية الأرثوذكسية الروسية
| اسم                               | صورة | تكريس                            | هدم  | موقع                                      | مهندس معماري                   | أسلوب                 |
| --------------------------------- | ---- | -------------------------------- | ---- | ----------------------------------------- | ------------------------------ | --------------------- |
| كاتدرائية القديس نيكولاس (يريفان) |      | النصف الثاني من القرن التاسع عشر | 1931 | تم استبداله بساحة شاهوميان، منطقة كينترون | فاسيلي ميرزويان، نيكيتا كيتكين | عمارة الكنيسة الروسية |